# Boerlagiomyces costaricensis
Boerlagiomyces costaricensis är en svampart som beskrevs av Stchigel, Umaña & Guarro 2007. Boerlagiomyces costaricensis ingår i släktet Boerlagiomyces och familjen Tubeufiaceae.   Inga underarter finns listade i Catalogue of Life.